# Львовский исторический музей
Льво́вский истори́ческий музе́й — один из старейших музеев Львова (Украина), основанный в 1893 году. Хранилища музея насчитывают свыше 330 тысяч экспонатов. Экспозиции музея знакомят с историей города Львова и галицких земель от древнейших времен до современности. Львовский исторический музей располагается в нескольких зданиях в центре города, имеет филиалы в других населённых пунктах области. Адрес администрации: площадь Рынок, 6. Директор музея: Богдан Чайковский. Музей открыт с 10 до 18 часов, выходной — среда.

## История возникновения
Львовский исторический музей был основан в 1893 г. польской общественностью города как Национальный музей имени короля Яна ІІІ (пол. Muzeum Narodowe im. Króla Jana III we Lwowie). В его собрание вошли немногочисленные памятники, которые сохранялись в городском архиве, разных бюро магистрата и дары отдельных горожан. Первым помещением музея стало архивное бюро в доме Городской ратуши. Количество экспонатов возрастало, поэтому в 1908 г. магистрат купил для музея старинное здание на площади Рынок, 6. В 1926 городской совет приобрел здание по пл. Рынок, 4. Сюда была перенесена пятитысячная коллекция Исторического музея г. Львова (пол. Muzeum Historyczne Miasta Lwowa), открытого для осмотра 22 сентября 1929 г.
Вскоре после вхождения Львова в состав СССР, 8 мая 1940 г. Исторический музей г. Львова и Национальный музей им. Яна ІІІ были объединены в одно учреждение — Львовский исторический музей.
Наиболее значительные коллекции музея — это материалы археологических раскопок, орудия труда, изделия львовских цеховых мастеров, произведения искусства, старинные монеты, ордены и медали, оружие.

## Части экспозиции и филиалы
| |  |                                                             |  |                                                                |
| Пл. Рынок, 6. Первое собственное здание музея — Королевская камяница, бывший дворец польского короля Яна III Собеского. Ныне — отдел исторических ценностей и выставка художественного серебра. |  | Пл. Рынок, 24. Отдел истории древнего мира и средневековья. |  | Экспозиция Львовского исторического музея во дворце Бандинелли |

- Пл. Рынок, 2. Музей исторических драгоценностей. Экспозиции отдела: «Памятки золотарства в музейной сокровищнице», «Выставка античных памяток», «Музей стекла».
- пл. Рынок, 4. Отдел истории западноукраинских земель второй половины 19-20 ст. Отдел «освободительного движения». Отдел истории украинской диаспоры.
- пл. Рынок, 6. Отдел исторических ценностей и выставка художественного серебра.
- Пл. Рынок, 24. Отдел истории древнего мира и средневековья.
- ул. Подвальная, 5. Музей-Арсенал.
- ул. Гвардейская, 18. Отдел-филиал «Литературный Львов первой половины ХХ ст.».
- Музей генерала-хорунжего УПА Романа Шухевича, ул. Белогорща, 76а.